# El manifiesto desastre
El manifiesto desastre es el cuarto álbum del cantautor español Nacho Vegas publicado por Limbo Starr en el otoño de 2008.

## Lista de canciones
| N.º | Título                                  | Duración |  |
| 1.  | «Dry Martini, S.A.»                     | 6:12     |  |
| 2.  | «Detener el tiempo»                     | 4:24     |  |
| 3.  | «Junior suite»                          | 5:09     |  |
| 4.  | «Lole y Bolan (Un amor teórico)»        | 4:15     |  |
| 5.  | «El tercer día»                         | 5:18     |  |
| 6.  | «Nuevas mañanas» (versión de Guy Clark) | 4:19     |  |
| 7.  | «Crujidos»                              | 4:49     |  |
| 8.  | «Mondúber»                              | 5:08     |  |
| 9.  | «Un desastre manifiesto»                | 6:36     |  |
| 10. | «En lugar del amor»                     | 4:19     |  |
| 11. | «Morir o matar»                         | 5:47     |  |